# Фабиан Ленк
Фабиан Ленк (на немски: Fabian Lenk) е германски писател.

## Биография
Роден е на 4 август 1963 г. в Залцгитер. По професия е журналист. През 1989 г. започва работа като репортер. Придобива популярност като автор на детска литература, издавайки близо 70 книги за деца и юноши. Публикува също шест романа за възрастни. В България са издадени книгите му от поредицата „Детективи с машина на времето“.

## Частична библиография

### Детективи с машина на времето (22 книги)
- „Заговор в града на мъртвите“
- „Тайнственият отмъстител“
- „Златото на Чингис хан“
- „Магическият еликсир“
- „Тайната на Тутанкамон“
- „Подпалвачът на Рим“
- „Съкровището на викингите“
- „Загадката на оракула“
- „Скандал на Олимпиадата“
- „Марко Поло и тайният заговор“
- „Монтесума и свещеното сърце“
- „Ричард Лъвското сърце“
- „Пиратът на кралицата“
- „Клеопатра и свещената кобра“
- „Убийство в театъра“
- „Походът на Ханибал“
- „Клопка в Тевтонската гора“
- „Мнинмният крал“
- „Съртоносното бъгрило“
- „Клетвата на самурая“
- „Тайнственият надпис в Помпей“
- „Окото на Нефертити“